# Neelides
Neelides är ett släkte av urinsekter. Neelides ingår i familjen dvärghoppstjärtar.
Släktet innehåller bara arten Neelides minutus.